# لوسيل ألورج
لوسيل ألورج (اسم الولادة:
 بواتو; مواليد 1937) عالمة نباتات فرنسية، ولدت في مدغشقر.

## سيرة شخصية
ولدت لوسيل بواتو في أنتاناناريفو مدغشقر 25 أكتوبر 1937 كان والدها بيير بواتو مؤسس ومدير حديقة النباتات والحيوانات في تسيمبازازا ألورجي حاصل على درجة الدكتوراه في العلوم النباتية
وهي عضو في العديد من الجمعيات العلمية بما في ذلك حيث فازت بجائزة العام في 2011